# E59

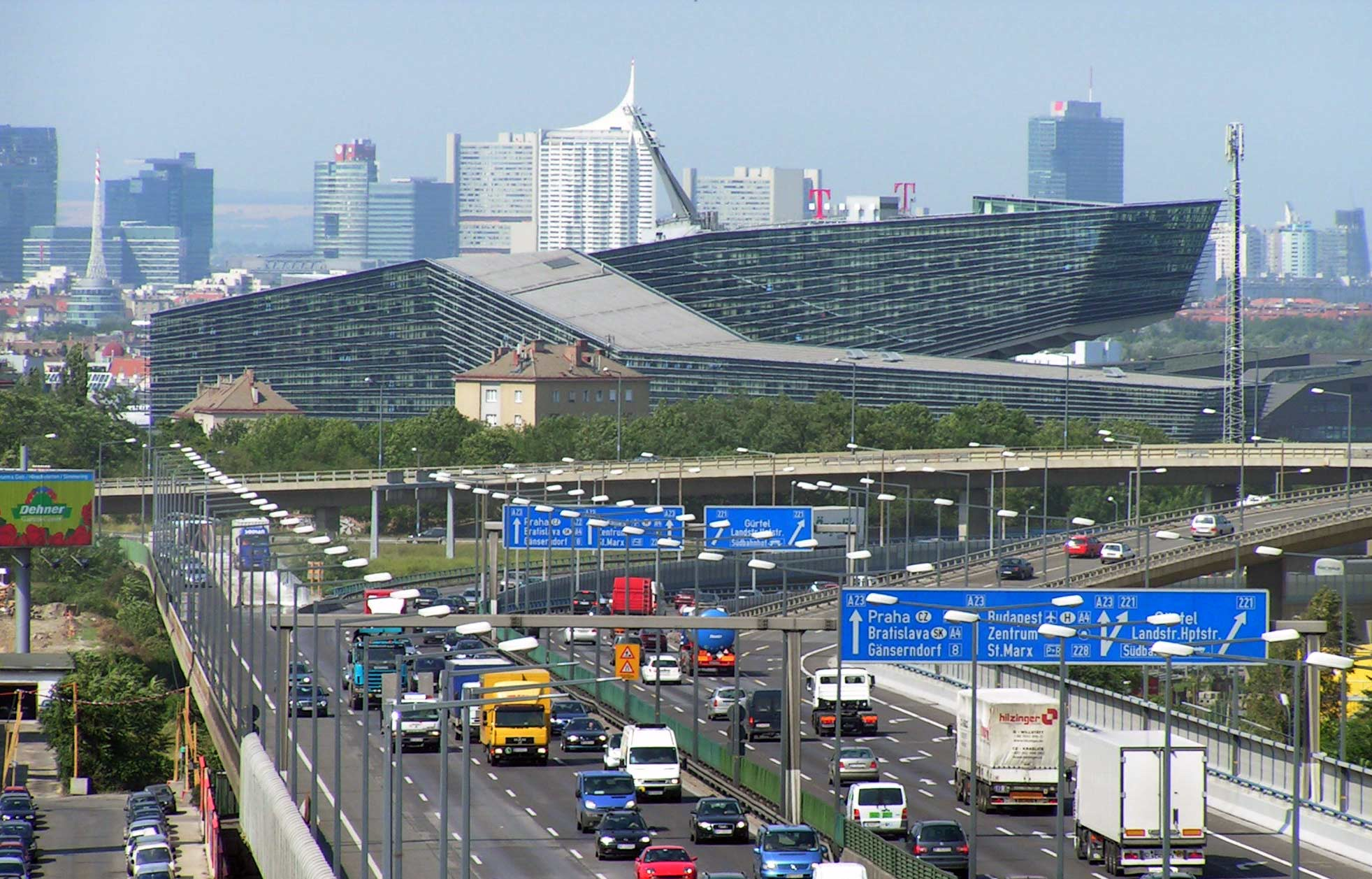
E59 i Wien.

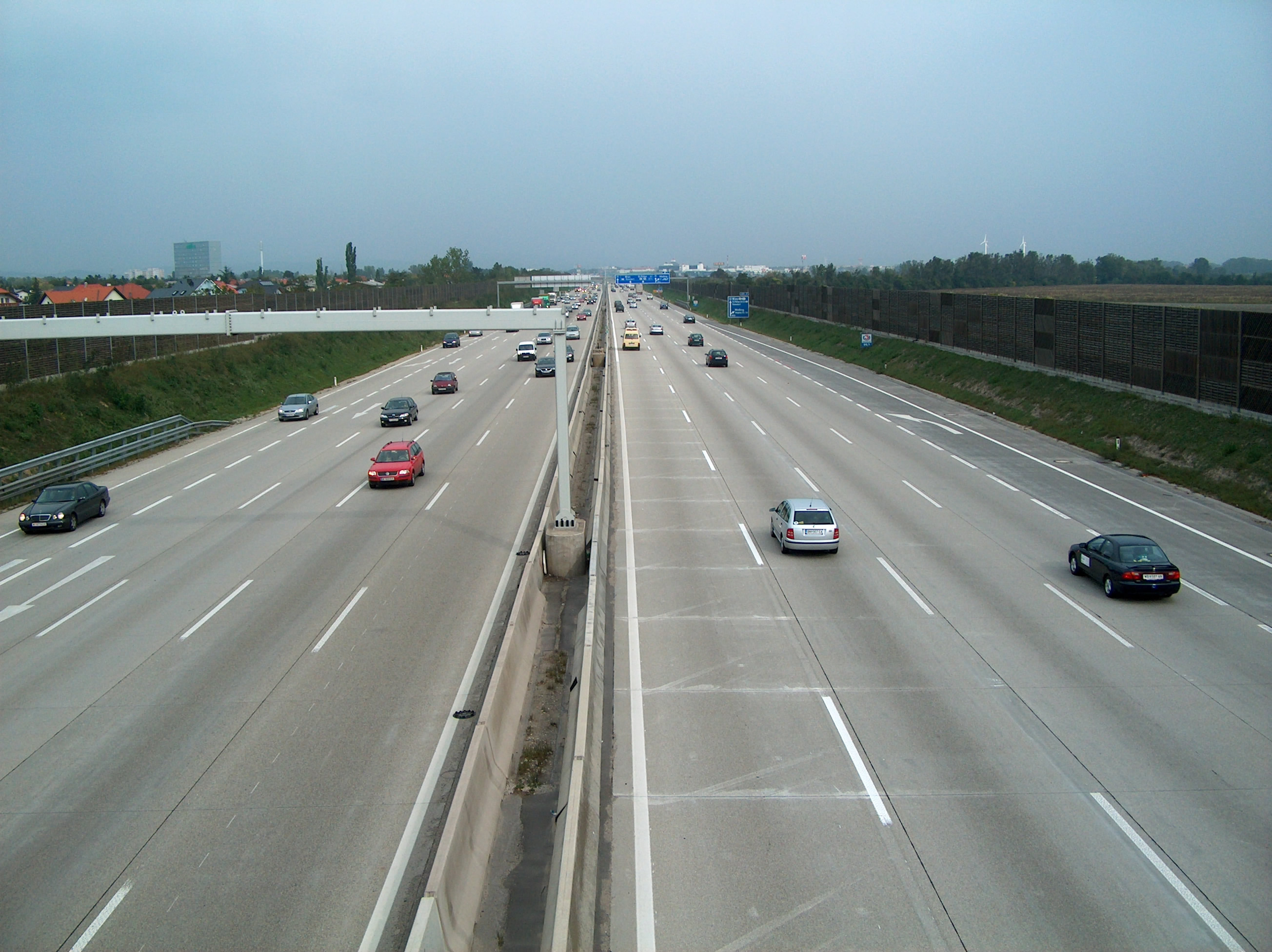
E59 söder om Wien.

E59 eller Europaväg 59 är en 660 kilometer lång europaväg som börjar i Prag i Tjeckien, passerar Österrike och Slovenien och slutar i Zagreb i Kroatien.

## Sträckning
Prag - Jihlava - (gräns Tjeckien-Österrike) - Wien - Graz - Spielfeld - (gräns Österrike-Slovenien) - Maribor - (gräns Slovenien-Kroatien) - Zagreb

## Standard
E59 är både landsväg och motorväg. Följande motorvägar följs:
- D1 (motorväg, Tjeckien)
- A2 (motorväg, Österrike)
- A9 (motorväg, Österrike)
- A2 (motorväg, Kroatien)

## Anslutningar
| - E55 gemensam sträcka - E50 gemensam sträcka - E65 gemensam sträcka - E551 - E49 gemensam sträcka |  | - E60 - E66 gemensam sträcka - E57 gemensam sträcka - E70 |